# Орхан Велі Каник
Орхан Велі Каник (14 квітня 1914 року - 14 листопада 1950 року) — турецький поет, один із засновників Руху Гаріпа разом з Октаєм Ріфатом і Меліхом Джевдетом.   

## Біографія
Орхан Велі Каник народився 14 квітня 1914 року в Яликей Бейкозі у родині купця з Ізміру, а мати була Фатма Ніґар, донька Хачі-Ахмет-бея з Бейкозу. Його ім'я при народженні Ахмет Орхан, але він став відомий як Орхан Велі на честь свого батька. Його батько, Велі Канік, був кларнетистом, став диригентом, коли оркестр переїхав до Анкари, щоб стати президентським симфонічним оркестром після проголошення Республіки в Туреччині. У Орхана Велі було двоє молодших братів і сестер: журналіст Аднан Велі Каник з газети Vatan і Фюрузан Йоляпан. 
Орхан Велі провів дитинство в містах Бейкоз, Бешикташ і Джихангір. Він навчався в дитячому садку початкової школи Анафарталар в Акаретлері. Через рік він був зарахований як студент-інтернат до Галатасарайської середньої школи. У 1925 році після закінчення четвертого класу він залишив Галатасарайську середню школу, щоб переїхати з матір'ю до Анкари за бажанням батька. Там його зарахували до Газької початкової школи. Через рік він переїхав до середньої школи для хлопчиків Анкари як пансіон.  

## Літературна діяльність
Інтерес Каника до літератури почався ще в початковій школі. Його оповідання було опубліковано в журналі «Світ дитини». Він зустрів свого друга на все життя Октая Ріфата Хорозку в сьомому класі. Поет видавав журнал під назвою "Наш голос" разом зі своїми друзями Октаєм Ріфатом і Меліхом Джевдетом у старші шкільні роки. На цьому етапі життя митця він зрозумів правила та гармонію традиційного аруз-метра та  написав свої перші вірші.
У середній школі він виявив інтерес до театру. Грав у кількох публічних виставах. У наступні роки Каник продовжував працювати в театрі як перекладач, перекладаючи багато п’єс турецькою мовою.
Середню школу поет закінчив у 1932 році. Був зарахований на кафедру філософії кафедри літератури Стамбульського університету. У 1933 році його обрали президентом Асоціації студентів кафедри літератури. У 1935 році він залишив університет, не отримавши диплома. Продовжував працювати на посаді асистента вчителя в Галатасарайській середній школі ще рік.

### Подальше життя і літературна діяльність
Канік переїхав до Анкари і був прийнятий на роботу в Бюро міжнародних замовлень телеграфного відділу PTT, турецької національної поштової та телеграфної служби. У 1936 році вірші Орхана Велі «Oaristys», «Ebabil», «Eldorado», «Düşüncelerimin Başucunda» були опубліковані в журналі за пропозицією Нахіда Сиррі Оріка. У журналі Орхан Велі  був представлений такими словами: «Орхан Велі, чотири вірші якого ви можете прочитати нижче, демонструє зріле мистецтво, хоча він ніколи раніше не публікувався. У наших майбутніх випусках він краще передасть нове дихання, яке він і його друзі Октай Ріфат, Меліх Седет і Мехмет Алі Сел привносять у нашу поезію».
Ці перші вірші, за ними були інші,  деякі з яких були опубліковані під псевдонімом Мехмет Алі Сел. Через форму, структуру та зміст його творів з перших днів цього періоду він розглядався як автор силабічного вірша. Після 1937 року Каник, як Хорозку та Андай, почав публікувати вірші нового стилю.
У 1939 році Орхан Велі разом зі своїм другом Меліхом Джевдетом потрапив в автомобільну аварію, в результаті якої пробув у комі протягом двадцяти днів. У травні 1942 р. вийшла збірка Гаріпа. Цей том включав 24 вірші Орхана Велі.
Прагнучи змінити традиційну форму віршів, він ввів у поетичну мову розмовні слова. Каник за 36 коротких років написав вражаючий обсяг творів, включаючи есеї, статті та переклади. Орхан Велі стверджував, що вважає риму примітивною, літературні риторичні прийоми, такі як метафора, порівняння, гіпербола, непотрібні. Мав намір «покінчити з усіма традиціями, усім, чого вчили минулі літератури», хоча це бажання Каника обмежує технічні можливості його поезії, поет розкрив нові для себе теми та особистості, які він висвітлював, і використаний словниковий запас. Він наблизив поетичну мову до розмовної, використовуючи просту фразеологію.  
З ПТТ пішов у 1942 році на строкову військову службу. Він служив до 1945 року в Каваккой в Галліполі. За цей час було опубліковано лише шість його віршів. У 1945 році звільнився в запас у званні лейтенанта і почав працювати в Управлінні перекладів Міністерства освіти. Його переклади з французької друкувалися в серії Міністерства «Класика». 
Після виборів 1946 року Бюро перекладів  втратило свою популярність у міністерстві.  Каник пішов у відставку. Він почав писати есе та рецензії в газетах, які видавав Мехмет Алі Айбар. У 1948 році він переклав оповідання Лафонтена на турецьку мову.
Зустрічі з такими друзями, як Бедрі Рахмі Еюбоглу, Абідін Діно, Неджаті Джумалі, Сабахаттін Еюбоглу, Октай Ріфат і Меліх Джевдет, які всі опинилися в подібній ситуації після змін у Міністерстві освіти, призвели до ідеї вивести новий журнал разом наприкінці 1948 р. За фінансової підтримки Махмута Дікердема літературний журнал «Япрак» виходив двотижневиком. Орхан Велі був видавцем і головним редактором, що вплинуло на його фінансовий стан видання, в якийсь момент навіть змусивши його продати своє пальто, щоб покрити витрати. Йому довелося продати картини, подаровані йому Абідіном Діно, щоб заплатити за випуск останнього номера. Перший номер газети Yaprak вийшов 1 січня 1949 року, і до червня 1950 року вийшло 28 випусків, у яких були оприлюднені твори багатьох письменників і поетів, у тому числі Cahit Sıtkı Tarancı, Sait Faik Abasıyanık, Fazıl Hüsnü Dağlarca, Cahit Külebi . У Япраку Орхану Велі, окрім позиції поета, виявилися також інтелектуальні аспекти та лідер громадської думки. У журналі він висловився щодо майбутніх виборів. Були опубліковані соціально свідомі вірші Октая Ріфата та Меліха Джевдет. У той же період Орхан Велі, Октай Ріфат і Меліх Джевдет агітували за звільнення Назима Хікмета з в'язниці, тримаючи триденне голодування . Протягом 1949 року Орхан Велі адаптував оповідання Насреддіна Хоча у вірші, опублікував свій останній том поезії і переклав адаптації Чарльза Лемба «Гамлета» та «Венеціанського купця» Шекспіра турецькою мовою.

### Смерть
Після того, як Япрака закрили, Канік повернувся до Стамбула. Він відвідав Анкару на пару тижнів, коли 10 листопада 1950 року впав у яму на вулиці, вириту муніципальними роботами, отримавши легкі травми. 14 листопада йому стало погано  і його госпіталізували. Йому поставили неправильний діагноз він впав у кому о 20:00 того ж вечора. Він помер від аневризми мозку о 23:30 у лікарні Cerrahpaşa, Стамбул. 
До 38-ї річниці його смерті  було урочисто відкрито його скульптуру.  У 1998 році було зроблено ще дві скульптури з його зображенням, цього разу у Вішнезаде. 

## Твори
- Гаріп (разом з Октаєм Ріфатом і Меліхом Джевдетом, 1941)
- Гаріп (1945)
- Vazgeçemediğim (1945)
- Дестан Гібі (1946)
- Єнісі (1947)
- Карши (1949)
- Зібрання віршів (1951, 1975)

## Переклади
Güneş/Sol, Леонардо да Фонсека (традиц.), (нт ) Revista Literária em Tradução, nº 2 (березень/2011), Fpolis/Бразилія, ISSN 2177-5141